# Rivalinnen (Film)
Rivalinnen ist ein Film der tunesischen Filmemacherin Moufida Tlatli. Der Film wurde 2003 in Frankreich sowie in Tunesien gedreht.

## Inhalt
Die Literaturprofessorin Nadia aus Tunis ist eine verheiratete Mutter. Sie erlebt die schwierige Zeit der Wechseljahre und wird nicht nur von körperlichen, sondern auch von psychischen Symptomen geplagt. Sie fühlt sich schwach, hässlich, alt und von ihrem Mann im Stich gelassen. Neben ihren depressiven Verstimmungen leidet sie unter Gedächtnisschwäche und Gewichtszunahme. Ihre Tochter ist die wunderschöne 18-jährige Sarra, die nicht weiß, dass ihre Mutter auf sie eifersüchtig ist.
Hedi (Nadias Ehemann) und Sarra wundern sich über Nadias Überempfindlichkeit und ihre Probleme. Die beiden wissen nicht, wie sie sich gegenüber Nadia verhalten sollen.

## Filmkritiken
Lexikon des internationalen Films: „Psychologisch klug ausgelotetes Porträt einer Frau, die mit ihrem Schicksal hadert und sich und ihrer Umwelt eine Reihe von Problemen bereitet. Bemerkenswert für ein arabisches Land ist der offene Umgang mit der Thematik, mit ihm unterstreicht die tunesische Regisseurin (Palast des Schweigens) einmal mehr ihr Anliegen und setzt sich mit der weiblichen Sexualität auseinander.“
ARTE: „Die tunesische Filmemacherin Moufida Tlatli realisierte mit Rivalinnen ein berührendes Porträt einer Frau, die in ein Alter kommt, in dem sie von psychischen Problemen geplagt, durch ihr verändertes Verhalten ihr familiäres Umfeld verunsichert.“